# Gerd-Walter-Linde
Die Gerd-Walter-Linde ist ein Lindenbaum, der in der Nähe vom Ulmer Stadtteil Söflingen als Solitär auf dem Hochsträß steht. Der Baum ist weithin über Ulm sichtbar.

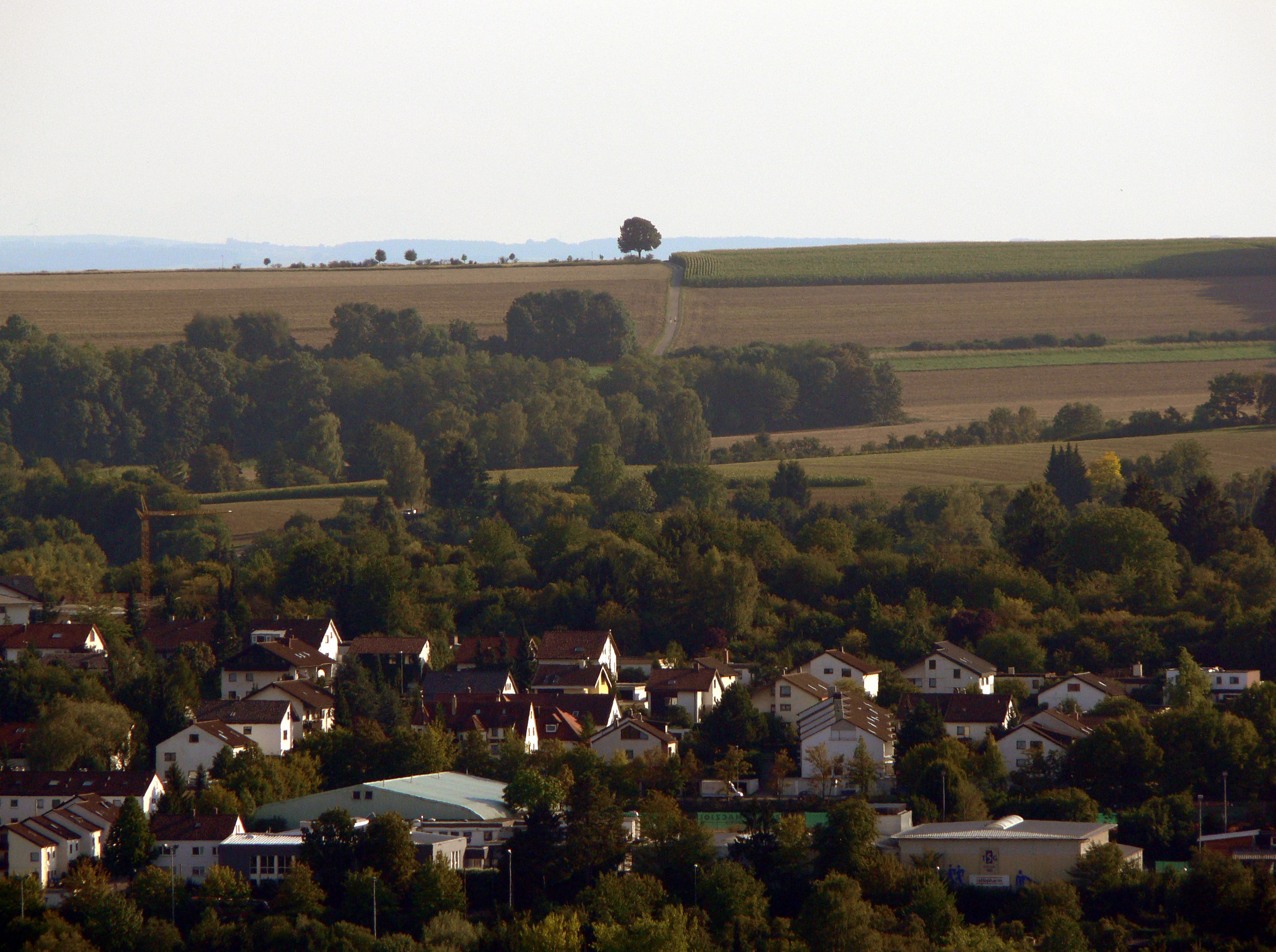
Gerd-Walter-Linde, vom Eselsberg aus gesehen

Der Baum wurde nach dem Naturschützer Gerd Walter aus Ulm benannt. Er pflanzte 1950 den Lindenbaum auf dem Hochsträß, nachdem er aus dem Zweiten Weltkrieg zurückgekehrt war. Gekauft hatte Walter den Jungbaum mit gesammelten 50-Pfennig-Münzen, die im Zuge der Währungsreform in Westdeutschland ab 1949 neu herausgegeben wurden. Auf diesen ist eine kniende Frau dargestellt, die einen (Eichen-)Baum pflanzt, was ein Symbol für den Wiederaufbau Deutschlands nach dem Zweiten Weltkrieg darstellt.